# Rübezahl – Herr der Berge
Pour plus de détails, voir Fiche technique et Distribution.
Rübezahl – der Herr der Berge est un film allemand réalisé par Erich Kobler (de) sorti en 1957.
Il s'agit d'une adaptation des contes populaires des monts des Géants, notamment du personnage de Rübezahl.

## Synopsis
Le géant de la montagne Rübezahl vit dans les monts des Géants. Depuis 999 ans, il n'a plus été vu parmi les gens qui vivent dans une vallée voisine. Aigri par leur méchanceté, il ne veut rien avoir à faire avec eux et s'est donc retiré à l'intérieur du massif puissant. Un jour, alors que Rübezahl vient d'annoncer qu'il ne redescendra jamais, un de ses nains lui dit que les méchants sont de plus en plus répandus et que les bons l'appellent à l'aide. Rübezahl doute qu'il y ait de bonnes personnes, il n'entend pas ses appels. Le nain insiste, certes a vu beaucoup de mal dans la vallée, il y a des voleurs, des gaspilleurs, des mangeurs et des ivrognes, des bourreaux d'animaux et des braconniers, avares et hautains. L'esprit de la montagne dit que ça a toujours été comme ça depuis des centaines d'années. Il veut au moins savoir si au moins les enfants sont bons. Le nain répond qu'il y a de bons enfants qui suivraient leurs parents, mais aussi ceux qui ne sont pas sûrs, gaspillent leur argent de poche pour des bonbons et se disputent avec leurs frères et sœurs. Rübezahl dit qu'il n'aime pas entendre que les enfants n'ont pas au moins peur de lui. Le nain nie cette question et dit à son maître que les enfants ne croient plus en Rübezahl, que c'est juste un conte de fées, par lequel les parents essaient de les intimider, qu'il n'y a pas d'esprit de montagne. Cette information réveille la colère de Rübezahl, qu'il montrera aux gens que le vieil homme de la montagne est toujours là. Pour la première fois depuis longtemps, il quitte sa grotte pour assurer la paix et la justice parmi les gens. Surtout ils devraient encore avoir du respect pour lui.
Le vitrier Steffen promet à sa femme et à ses trois enfants qu'il veut s'assurer que la famille aura un gros cochon à abattre. Son enfant Karli réagit avec défiance quand son père ne veut pas l'emmener. La femme de Steffens croit en Rübezahl et dit, comme son mari se moque de l'esprit de la montagne, que l'on ne devrait pas. Dès que son mari est parti, Karli est de nouveau vilain avec la mère, qui réclame alors l'esprit de la montagne. Quand Rübezahl se trouve soudainement dans la pièce, elle a peur elle-même. Rübezahl insiste pour prendre Karli avec lui. La mère et ses sœurs Anne et Lene s'excusent pour Karli. Rübezahl fait promettre au garçon qu'il obéira toujours à ses parents. L'esprit de la montagne loue la cohésion de la famille avant de disparaître à nouveau.
Steffen est confronté à des événements inexplicables sur son parcours, chaque fois qu'il parle de Rübezahl d'une manière désobligeante. Rübezahl aide Paule, le fils du pêcheur, à attraper une grosse carpe, après que le garçon lui a dit qu'il avait besoin du poisson pour le vendre et aider sa mère malade. L'esprit de la montagne arrête un valet qui bat son cheval et le colle contre les lourds troncs de bois chargés dans des charrettes, jusqu'à ce que l'homme assure qu'il ne torturera plus jamais un animal dans sa vie. Rübezahl précise que par ses pouvoirs magiques il va maintenant punir tout le monde, les bourreaux d'animaux et les fainéants, les trompeurs, les dépensiers et même les avares.
Maintenant commence une véritable campagne de l'esprit de la montagne. Il punit les empires au cœur froid, qui ne veulent pas aider les autres dans le besoin, comme le riche cousin Klaus, dont il change l'or en pierre, confond les voleurs et les avares. Il donne une leçon très spéciale à un propriétaire avide aussi bien qu'aux voleurs Krips et Kraps. Rübezahl montre à nouveau au vitrier Steffen qu'il va bien. À la fin, cependant, il récompense richement lui et sa famille, en ayant montré que la véritable richesse réside dans le fait de se connaître les uns les autres. Quand Rübezahl est sûr que les gens connaissent maintenant son existence et se retiennent de parler de lui, il se retire dans les montagnes.

## Fiche technique
- Titre : Rübezahl – Herr der Berge
- Réalisation : Erich Kobler (de) assisté d'Ulrich Schonger
- Scénario : Konrad Lustig (de), Erich Kobler, Karl Springenschmid
- Musique : Ulrich Sommerlatte (de)
- Direction artistique : Wolf Englert (de), Rudi Remp
- Costumes : Ilse Dubois
- Photographie : Heinz Hölscher
- Montage : Ilse Selckmann-Wienecke
- Production : Hubert Schonger
- Sociétés de production : Schongerfilm
- Société de distribution : Jugendfilm-Verleih
- Pays d'origine :  Allemagne de l'Ouest
- Langue : allemand
- Format : Couleur - 1,37:1 - Mono - 35 mm
- Genre : Comédie
- Durée : 73 minutes
- Dates de sortie :
  - Allemagne de l'Ouest : 6 octobre 1957.

## Distribution
- Franz Essel (de) : Rübezahl
- Otto Mächtlinger (de) : Steffen le vitrier
- Monika Greving (de) : La femme de Steffen
- Bobby Todd (de) : Veit, le fermier
- Helmut Lieber (de) : Paule le pêcheur
- Helmo Kindermann : Cousin Klaus
- Niels Clausnitzer (de) : L'ouvrier agricole
- Paul Bös (de) : L'aubergiste
- Rolf von Nauckhoff : Le client
- Dietrich Thoms (de) : Knoll, paysan
- Georg Lehn : Le voleur Krips
- Franz Keck (de) : Le voleur Kraps
- Elke Arendt (de) : La serveuse
- Zita Hitz (de) : Rosa la cuisinière
- Bettina Braun : Anne
- Claudia Bartfeld (de) : Lene
- Toni Mang : Karli

## Source de la traduction
- (de) Cet article est partiellement ou en totalité issu de l’article de Wikipédia en allemand intitulé « Rübezahl – der Herr der Berge » (voir la liste des auteurs).